# Emre Taşdemir
Emre Taşdemir (Yenimahalle, 8 augustus 1995) is een Turks voetballer die bij voorkeur als linksback speelt. In 2015 debuteerde hij voor Turkije.

## Clubcarrière
Taşdemir speelde in de jeugdopleidingen van Şekerspor, Osmanlıspor en Ankaragücü. Op 3 maart 2013 debuteerde hij in de Süper Lig tegen Bucaspor. In zijn eerste seizoen speelde hij zes duels. In 2013 degradeerde de club naar de TFF 1. Lig. Het seizoen erop maakte Taşdemir zes doelpunten in 24 competitiewedstrijden op het tweede competitieniveau. In 2014 werd hij verkocht aan Bursaspor, waarvoor hij op 29 oktober 2014 zijn debuut maakte in het bekertoernooi tegen Tepecik Belediyespor. Op 3 januari 2015 maakte Taşdemir zijn competitiedebuut voor Bursaspor tegen Akhisar Belediyespor. Met Bursaspor verloor hij de finale van de Turkse voetbalbeker 2014/15 van Galatasaray; omdat Galatasaray ook de Süper Lig won, kwalificeerde Bursaspor zich voor de supercup op 8 augustus 2015. De wedstrijd, die Taşdemir volledig meespeelde, werd met 1–0 verloren. In de zomer van 2023 tekende hij een nieuw contract bij promovendus Pendikspor. Na degradatie van laatstgenoemde club, maakte hij de overstap naar Gaziantep FK.

## Interlandcarrière
Op 8 juni 2015 maakte Taşdemir zijn debuut in het Turks voetbalelftal in de vriendschappelijke interland tegen Bulgarije. Hij speelde de volledige wedstrijd. Turkije won het oefenduel met 4–0 dankzij twee doelpunten van zowel Hakan Çalhanoğlu als Burak Yılmaz.

## Erelijst
| Süper Lig | 1x | 2022/23 |